# Hello World (singolo Belle Perez)
Hello World è il singolo di debutto della cantante pop belga Belle Perez, pubblicato nel 1999 dall'etichetta discografica Antler.
La canzone, scritta da Jim Soulier, Belle Perez e Patrick Renier e prodotta dagli stesso Soulier e Renier, è stata presentata nel 1999, ma ha trovato il successo su scala europea nel 2000. Nello stesso anno, la cantante ha partecipato in Italia al Festivalbar con questo brano.
È stata successivamente inserita nell'album di debutto della cantante, l'omonimo Hello World, pubblicato nel 2000. Del brano è stata incisa anche una versione in lingua spagnola, contenuta nella versione "maxi" del singolo.

## Tracce
CD-Single (Antler / Subway 7243 887250 2)
1. Hello World - 3:05
2. Hello World (Acoustic Version) - 3:05

CD-Maxi (Antler / Subway 7243 8 88457 2 4 (EMI) / EAN 0724388845724)
1. Hello World (Original Mix) - 3:05
2. Hello World (Nordic Radio Mix) - 3:36
3. Hello World (E-Lite Radio Mix) - 3:36
4. Hello World (Roy Malone Lord Radio Mix) - 3:11
5. Hello World [Spanish] - 3:18

## Classifiche
| Classifica (2000) | Posizione raggiunta |
| ----------------- | ------------------- |
| Belgio (Fiandre)  | 56                  |
| Italia            | 31                  |
| Nuova Zelanda     | 42                  |
| Paesi Bassi       | 84                  |